# Санта Марија (Пјаченца)
Санта Марија је насеље у Италији у округу Пјаченца, региону Емилија-Ромања.
Према процени из 2011. у насељу је живело 134 становника. Насеље се налази на надморској висини од 692 м.